# Ettenkofen (Tunzenberg)

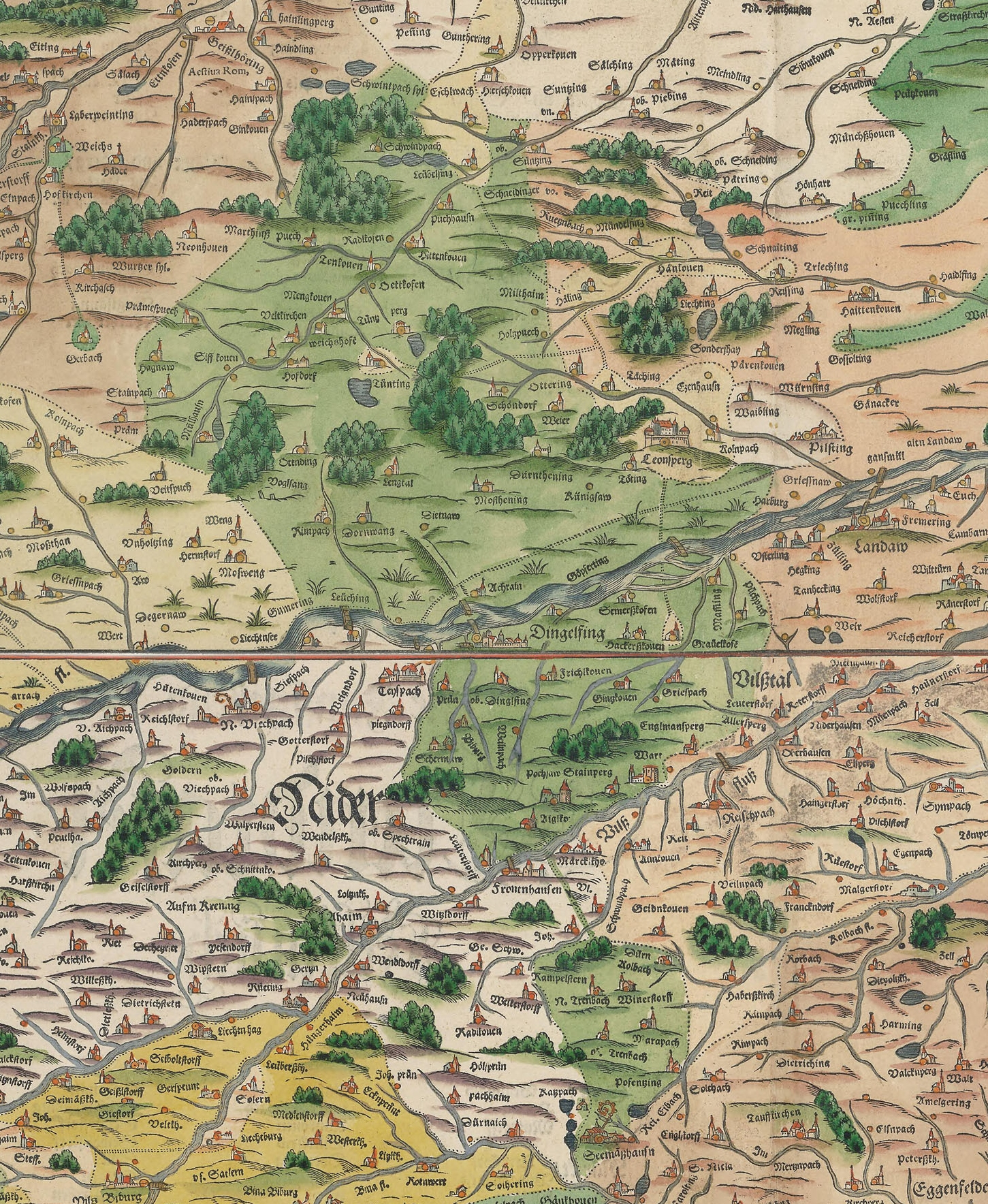
Oettkofen auf der Karte von Apian (1568)

Ettenkofen ist ein Ortsteil in der Gemarkung Tunzenberg der Gemeinde Mengkofen im niederbayerischen Landkreis Dingolfing-Landau.

## Geographie
Ettenkofen liegt rechts (südlich) der Aiterach und überwiegend nördlich der Staatsstraße 2141, rund 1300 Meter nordöstlich des Ortskerns von Mengkofen. Zentrum des Dorfes ist das Wirtshaus Gasthof zum Sepp. Südlich entlang der Staatsstraße erstreckt sich über eine Länge von fast 600 Meter das Gewerbegebiet Ettenkofen (mit Ettenkofen II).
In kirchlicher Hinsicht gehört Ettenkofen zur römisch-katholischen Pfarrei Martinsbuch.

## Geschichte
Ettenkofen gehörte früher zur Hofmark Tunzenberg. Ein Haus gehörte jedoch zur Hofmark Hofdorf, nach Joseph von Hazzi (1808) zu Krilſperg.
Mit der Gemeindebildung 1818 wurde Ettenkofen ebenso wie das benachbarte Dengkofen zunächst eine eigene Gemeinde.
Dieser wurde auch das damalige Einzelgehöft (ein Haus und eine Herdstelle)
Auholz zugeordnet, das früher zur Hofmark Geltolfing gehörte und damals in das Gericht Straubing incorporiert war.
Die Gemeinde Ettenkofen wurde aber ebenso wie Dengkofen bereits 1824 aufgelöst und in die Gemeinde Tunzenberg eingegliedert die ihrerseits am 1. Januar 1971 nach Mengkofen eingemeindet wurde. Zum Stichtag der Volkszählung vom 25. Mai 1987 hatte Dengkofen 79 Einwohner in 21 Gebäuden mit Wohnraum mit 27 Wohnungen.

## Sehenswürdigkeiten
Ettenkofen hat zwei denkmalgeschützte Wohnhäuser, mit den Hausnummern 1 und 7.